# Radio-Comedy
Radio-Comedy bezeichnet eine hörfunkspezifische Form der Comedy, die sich an journalistische Beiträge aus dem Radio-Programm anlehnt. So können beispielsweise parodierte Interviews, Stimmen bzw. Musikstücke oder O-Ton-Collagen für humoristische Zwecke eingesetzt werden. Heutzutage werden meist kurze Episoden mit einer Länge von circa 90 Sekunden gesendet, die auch als Comics (Bollinger, 2004) bezeichnet werden. Bis in die späten 1990er Jahre gab es aber auch längere Radio-Comedy-Formate (z. B. Unterhaltung am Wochenende vom WDR 2 oder Frühstyxradio von Radio ffn).
Radio-Comedy wird zum Teil in so genannten Syndikaten produziert, d. h. das entsprechende Format wird nicht senderspezifisch, sondern in verschiedenen Bundesländern bzw. Regionen vermarktet.
Zu den bekanntesten Vertretern der Radio-Comedy zählen:
- Andreas Altenburg (Frühstück bei Stefanie, Wir sind die Freeses, Detzer & Nelling, Wer piept denn da?)
- Baumann & Clausen
- Jürgen Bangert (Elvis Eifel)
- Mirja Boes (Alles Lüge)
- Elmar Brandt (Gerd-Show, Supermerkel)
- Torsten Creutzburg (Kolonne13)
- Oliver Döhring (Der kleine Nils)
- Peter Frankenfeld (Valsch Ferbunden)
- Mike Hager (Studiotechniker Josef Nullinger)
- Sophia Heinemann & Christian Semmet (Weihnachten/Alltagswahnsinn bei den Geissens, Jogis Diary)
- Michael Herbig & Christian Tramitz (Isar 3 und Morgenshow) bei Radio Gong
- Hermann Hoffmann (Sender Zitrone)
- Oliver Kalkofe & Oliver Welke (Frühstyxradio)
- Jochen Kneifeld (Bätmän & Heiner Knallinger)
- Gernot Kulis (diverse Programme im Ö3-Wecker)
- Andreas Müller (KlinsCamp & Jogis Jungs und div. andere Serien auf SWF 3 und SWR3)
- Anne Onken (Supermerkel)
- Paul Panzer (Die Baulöwen)
- Antonia von Romatowski & Stefan Lehnberg (Küss mich, Kanzler)
- Thilo Seibel (Kollege Bruce)
- Christian Schiffer (Global Geiss, Jogis Eleven)
- René Steinberg (Die von der Leyens, Sarko de Funes, Schloss Koalitionsstein, Tatort mit Till, Herbert und Udo, Angie zappt, Familie Mittelspur, Familie Teeniestuss, Spar Wars u. a.)
- Robert Treutel (Bodo Bach)
- Harald Wehmeier (Frühstück bei Stefanie, Stenkelfeld, Münte aktuell)
- Uli Winters (Tim Mahlzeit, Angie und Peer, Copacabana, Knosowski, Achtung, Achtung – gemeinsam mit Tobias Brodowy Laschi und Lauti)/Die Ampel-WG
- Dietmar Wischmeyer (Günther, der Treckerfahrer)
- Arnd Zeigler (Zeiglers wunderbare Welt des Fußballs)
- Sascha Zeus & Michael Wirbitzky (Taxi Sharia, diverse Serien in der SWR3-Morningshow)